# Банка на д-р Стоил Станев
Банката на д-р Стоил Станев, намираща се в Русе на ул. „Александровска“ №35, е проектирана от арх. Спиро Валсамаки през 1886 г. и е надстроена през 1912 г. по проект на арх. Тодор Петров за дом и магазин на д-р Стоил Станев.
По време на социализма в сградата на д-р Стоил Станев се помещава магазин за облекло. На калкана на сградата откъм площад „Хан Кубрат“ през 1981 г. е направено мозаечно пано по случай 1300 – годишнината на българската държава. Днес сградата е собственост на „Алианц“ АД.